# Hôtel de Farges
L'hôtel de Farges est un hôtel particulier situé à Montpellier, dans le département de l'Hérault.

## Historique
Ce bâtiment fait l’objet d’une inscription au titre des monuments historiques depuis le 26 octobre 2023.